# Protracheoniscus hedini
Protracheoniscus hedini is een pissebed uit de familie Trachelipodidae. De wetenschappelijke naam van de soort is voor het eerst geldig gepubliceerd in 1939 door Karl Wilhelm Verhoeff.